# Nycterosea discata
Nycterosea discata är en fjärilsart som beskrevs av W. Warren 1905. Nycterosea discata ingår i släktet Nycterosea och familjen mätare. Inga underarter finns listade i Catalogue of Life.